# Olympische Sommerspiele 2024/Leichtathletik – 4 × 100 m (Frauen)
Die 4-mal-100-Meter-Staffel der Frauen bei den Olympischen Spielen 2024 in Paris fand am 8. August 2024 (Vorläufe) und am 9. August 2024 (Finale) im Stade de France statt.

## Aktuelle Titelträgerinnen
| Olympiasiegerinnen                        | Jamaika            | 41,02 s | Tokio 2020     |
| Weltmeisterinnen                          | Vereinigte Staaten | 41,03 s | Budapest 2023  |
| Europameisterinnen                        | Großbritannien     | 41,91 s | Rom 2024       |
| Nord-/Zentralamerika-/Karibikmeisterinnen | Vereinigte Staaten | 42,35 s | Freeport 2022  |
| Südamerikameisterinnen                    | Brasilien          | 43,47 s | São Paulo 2023 |
| Asienmeisterinnen                         | China              | 43,35 s | Bangkok 2023   |
| Afrikameisterinnen                        | Nigeria            | 43,01 s | Douala 2024    |
| Ozeanienmeisterinnen                      | Neuseeland         | 46,07 s | Suva 2024      |

## Rekorde

### Bestehende Rekorde
| Weltrekord         | Vereinigte Staaten (Tianna Madison, Allyson Felix, Bianca Knight, Carmelita Jeter) | 40,82 s | Finale London, Großbritannien | 10. August 2012 |
| Olympischer Rekord | Vereinigte Staaten (Tianna Madison, Allyson Felix, Bianca Knight, Carmelita Jeter) | 40,82 s | Finale London, Großbritannien | 10. August 2012 |

### Rekordverbesserung
Die kanadische Staffel, bestehend aus Sade McCreath, Jacqueline Madogo, Marie-Éloïse Leclair und Audrey Leduc, stellte im zweiten Vorlauf am 8. August 2024 mit einer Zeit von 42,50 s einen neuen Nationalrekord auf.

## Vorläufe
8. August 2024, 11:10 Uhr
Für das Finale qualifizierten sich die ersten drei Staffeln der beiden Vorläufe sowie die Staffeln mit den zwei schnellsten restlichen Zeiten.

### Vorlauf 1
| Rang | Nation             | Athletinnen                                                                | Zeit (s) | Anmerkung |
| ---- | ------------------ | -------------------------------------------------------------------------- | -------- | --------- |
| 1    | Vereinigte Staaten | Melissa Jefferson Twanisha Terry Gabrielle Thomas Sha’Carri Richardson     | 41,94    | Q         |
| 2    | Deutschland        | Sophia Junk Lisa Mayer Gina Lückenkemper Rebekka Haase                     | 42,15    | Q, SB     |
| 3    | Schweiz            | Salomé Kora Sarah Atcho-Jaquier Léonie Pointet Mujinga Kambundji           | 42,38    | Q, SB     |
| 4    | Australien         | Ella Connolly Bree Masters Kristie Edwards Torrie Lewis                    | 42,75    |           |
| 5    | Polen              | Magdalena Niemczyk Kryszina Zimanouskaja Magdalena Stefanowicz Ewa Swoboda | 42,86    |           |
| 6    | Italien            | Zaynab Dosso Dalia Kaddari Irene Siragusa Arianna De Masi                  | 43,03    |           |
|      | Belgien            | Rani Vincke Rani Rosius Elise Mehuys Delphine Nkansa                       | DSQ      | TR24.7    |
|      | Elfenbeinküste     | Murielle Ahouré-Demps Jessika Gbai Maboundou Koné Marie-Josée Ta Lou-Smith | DSQ      | TR17.2.3  |

### Vorlauf 2
| Rang | Nation              | Athletinnen                                                            | Zeit (s) | Anmerkung |
| ---- | ------------------- | ---------------------------------------------------------------------- | -------- | --------- |
| 1    | Großbritannien      | Bianca Williams Imani Lansiquot Amy Hunt Desirèe Henry                 | 42,03    | Q         |
| 2    | Frankreich          | Orlann Oliere Gémima Joseph Hélène Parisot Chloé Galet                 | 42,13    | Q         |
| 3    | Jamaika             | Alana Reid Kemba Nelson Shashalee Forbes Tia Clayton                   | 42,35    | Q, SB     |
| 4    | Kanada              | Sade McCreath Jacqueline Madogo Marie-Éloïse Leclair Audrey Leduc      | 42,50    | q, NR     |
| 5    | Niederlande         | Isabel van den Berg Marije van Hunenstijn Minke Bisschops Tasa Jiya    | 42,64    | q         |
| 6    | Nigeria             | Justina Tiana Eyakpobeyan Favour Ofili Rosemary Chukwuma Tima Godbless | 42,70    | SB        |
| 7    | Spanien             | Sonia Molina-Prados Jaël Bestué Paula Sevilla María Isabel Pérez       | 42,77    | SB        |
| 8    | Trinidad und Tobago | Akilah Lewis Solé Frederick Sanaa Frederick Leah Bertrand              | 43,99    |           |

## Finale
9. August 2024, 19:30 Uhr
| Rang | Nation             | Athletinnen                                                            | Zeit (s) | Anmerkung |
| ---- | ------------------ | ---------------------------------------------------------------------- | -------- | --------- |
| 1    | Vereinigte Staaten | Melissa Jefferson Twanisha Terry Gabrielle Thomas Sha’Carri Richardson | 41,78    | SB        |
| 2    | Großbritannien     | Dina Asher-Smith Imani Lansiquot Amy Hunt Daryll Neita                 | 41,85    |           |
| 3    | Deutschland        | Alexandra Burghardt Lisa Mayer Gina Lückenkemper Rebekka Haase         | 41,97    | SB        |
| 4    | Frankreich         | Orlann Oliere Gémima Joseph Hélène Parisot Chloé Galet                 | 42,23    |           |
| 5    | Jamaika            | Alana Reid Kemba Nelson Shashalee Forbes Tia Clayton                   | 42,29    | SB        |
| 6    | Kanada             | Sade McCreath Jacqueline Madogo Marie-Éloïse Leclair Audrey Leduc      | 42,69    |           |
| 7    | Niederlande        | Isabel van den Berg Marije van Hunenstijn Minke Bisschops Tasa Jiya    | 42,74    |           |
|      | Schweiz            | Salomé Kora Sarah Atcho-Jaquier Léonie Pointet Mujinga Kambundji       | DSQ      | TR24.7    |